# P-Toluylsäuremethylester
p-Toluylsäuremethylester ist eine chemische Verbindung aus der Gruppe der Carbonsäureester.

## Gewinnung und Darstellung
p-Toluylsäuremethylester kann durch Reaktion von p-Toluylsäure mit Methanol gewonnen werden.

## Eigenschaften
p-Toluylsäuremethylester ist ein brennbarer, schwer, entzündbarer, kristalliner, weißer Feststoff, der praktisch unlöslich in Wasser ist.

## Verwendung
p-Toluylsäuremethylester wird als Zwischenprodukt zur Herstellung anderer chemischer Verbindungen (wie Decitabin) verwendet.

## Sicherheitshinweise
Die Dämpfe von p-Toluylsäuremethylester können mit Luft ein explosionsfähiges Gemisch (Flammpunkt 89 °C, Zündtemperatur 499 °C) bilden.